# Emma Dench
Emma Dench (* 1963 in York) ist eine englische Althistorikerin und lehrt an der Harvard-University.

## Leben
Dench wuchs in der Nähe von Stratford-upon-Avon auf. Ihr Vater war Jeffery Dench, ein Shakespeare-Schauspieler, ihre Mutter Betty war Logopädin. Ihre väterliche Tante ist Judi Dench, eine preisgekrönte Filmschauspielerin. Emma erschien 1968 in der Filmversion von A Midsummer Night’s Dream als Peaseblossom neben ihrer Tante, die Titania spielte.
Dench studierte Classics am Wadham College (BA Hons Literae humaniores 1987) und am St Hugh’s College in Oxford (DPhil in Ancient History 1993). Bevor sie im Januar 2007 eine gemeinsame Anstellung in den Abteilungen für Classics und Geschichte in Harvard antrat, unterrichtete sie Classics und Alte Geschichte am Birkbeck College der University of London (1992–2006). Sie war Craven Fellow an der University of Oxford (1989–1991), Rome Scholar (1991–1992) und Hugh Last Fellow (1996) an der British School at Rome, Cotton Fellow (1997–1998), ein Mitglied der School of Historical Studies am Institute for Advanced Study in Princeton (2002–2003) und Gastprofessorin für Classics und Geschichte in Harvard (2005–2006) sowie Fellow der Loeb Classical Library Foundation (2011–2012). Sie hat im Mai 2016 die Grey Lectures an der University of Cambridge gehalten.
Sie ist britische Staatsbürgerin und hat eine United States Permanent Resident Card. Sie ist mit dem Künstler Jonathan Bowker verheiratet. Zusammen haben sie einen Sohn, Jacob.

## Schriften (Auswahl)
- From barbarians to new men. Greek, Roman, and modern perceptions of peoples from the central Apennines. Oxford 1995, ISBN 0-19-815021-0.
- Romulus’ asylum. Roman identities from the age of Alexander to the age of Hadrian. Oxford 2005, ISBN 0-19-815051-2.
- Imperialism and Culture in the Roman World. Cambridge 2018, ISBN 0-521-81072-8.